# Sevlievo Knoll
Der Sevlievo Knoll (englisch; bulgarisch Севлиевска могила Sewliewska mogila) ist ein 25 m hoher Hügel auf Snow Island im Archipel der Südlichen Shetlandinseln. Er ragt auf der Hall-Halbinsel am Nordwestufer der Ivaylo Cove auf.
Die bulgarische Kommission für Antarktische Geographische Namen benannte ihn 2025 nach der bulgarischen Stadt Sewliewo.